# Interfície Um
La interfície Um és la interfície aèria per a l'estàndard de telefonia mòbil GSM. És la interfície entre l'estació mòbil (MS) i l'estació transceptora base (BTS). Es diu Um perquè és l'analògic mòbil a la interfície U de la RDSI. Um es defineix a les sèries d'especificacions GSM 04.xx i 05.xx. Um també pot suportar la comunicació orientada a paquets GPRS.

## Capes Um
Les capes de GSM es defineixen inicialment a GSM 04.01 Secció 7 i segueixen aproximadament el model OSI. Um es defineix a les tres capes inferiors del model.

### Capa física (L1)
La capa física Um es defineix a la sèrie d'especificacions GSM 05.xx, amb la introducció i visió general a GSM 05.01. Per a la majoria dels canals, Um L1 transmet i rep trames de control de 184 bits o trames de vocoder de 260 bits a través de la interfície de ràdio en ràfegues de 148 bits amb una ràfega per interval de temps. Hi ha tres subcapes:
1. Radiomòdem. Aquest és el transceptor de ràdio real, definit principalment a GSM 05.04 i 05.05.
2. Multiplexació i temporització. GSM utilitza TDMA per subdividir cada canal de ràdio en fins a 16 canals de trànsit o fins a 64 canals de control. Els patrons de multiplexació es defineixen a GSM 05.02.
3. Codificació. Aquesta subcapa es defineix a GSM 05.03.

Um al canal físic té 26 fotogrames TDMA cada fotograma que consta de 114 bits d'informació cadascuna. La longitud de la trama de 26 TDMA també anomenada Multiframe és de 120 ms de distància.

### Capa d'enllaç de dades (L2)
La capa d'enllaç de dades Um, LAPDm, es defineix a GSM 04.05 i 04.06. LAPDm és l'analògic mòbil del LAPD de RDSI.

### Capa de xarxa (L3)
La capa de xarxa Um es defineix a GSM 04.07 i 04.08 i té tres subcapes. Un terminal d'abonat ha d'establir una connexió a cada subcapa abans d'accedir a la següent subcapa superior.
1. Recursos radiofònics (RR). Aquesta subcapa gestiona l'assignació i l'alliberament de canals lògics a l'enllaç de ràdio. Normalment s'acaba al controlador de l'estació base (BSC).
2. Gestió de la mobilitat (MM). Aquesta subcapa autentica els usuaris i fa un seguiment dels seus moviments de cel·la a cel·la. Normalment s'acaba al registre d'ubicació del visitant (VLR) o al registre d'ubicació domèstica (HLR).
3. Control de trucades (CC). Aquesta subcapa connecta trucades telefòniques i es pren directament des de la ITU-T Q.931. GSM 04.08 L'annex E proporciona una taula dels paràgrafs corresponents a GSM 04.08 i ITU-T Q.931 juntament amb un resum de les diferències entre els dos. La subcapa CC acaba a l'MSC.

## Transaccions Um fonamentals
El servei bàsic de veu en GSM requereix cinc transaccions: establiment de canals de ràdio, actualització de la ubicació, establiment de trucades d'origen mòbil, establiment de trucades de terminació mòbil i compensació de trucades. Totes aquestes transaccions es descriuen a les seccions 3-7 de GSM 04.08.
- Establiment de canals de ràdio

- Actualització de la ubicació

- Establiment de trucades d'origen mòbil (MOC)

- Establiment de trucades de terminació mòbil (MTC)

- Eliminació de trucades

## Um característiques de seguretat
GSM 02.09 defineix les funcions de seguretat següents a Um:
- autenticació dels abonats per la xarxa,
- xifratge al canal,
- anonimització de transaccions (almenys parcialment)